# دیوید وود
دیوید وود (انگلیسی: David Wood؛ زاده ۳۰ نوامبر ۱۹۶۴) یک بازیکن بسکتبال اهل ایالات متحده آمریکا است. 